# Карпівці (Хмельницький район)
Ка́рпівці — село в Україні, у Розсошанській сільській територіальній громаді Хмельницького району Хмельницької області. Населення становить 628 осіб.
Неподалік від села розташована ботанічна пам'ятка природи — «Дубина».

Перша згадка про село датується 1544 роком. Згадується серед сіл, якими володіли Подільські шляхтичі Ярмолинські (Сутковські) .

## Населення

### Мова
Розподіл населення за рідною мовою за даними перепису 2001 року:
| Мова       | Кількість | Відсоток |
| ---------- | --------- | -------- |
| українська | 619       | 98.57%   |
| російська  | 9         | 1.43%    |
| Усього     | 628       | 100%     |

## Галерея

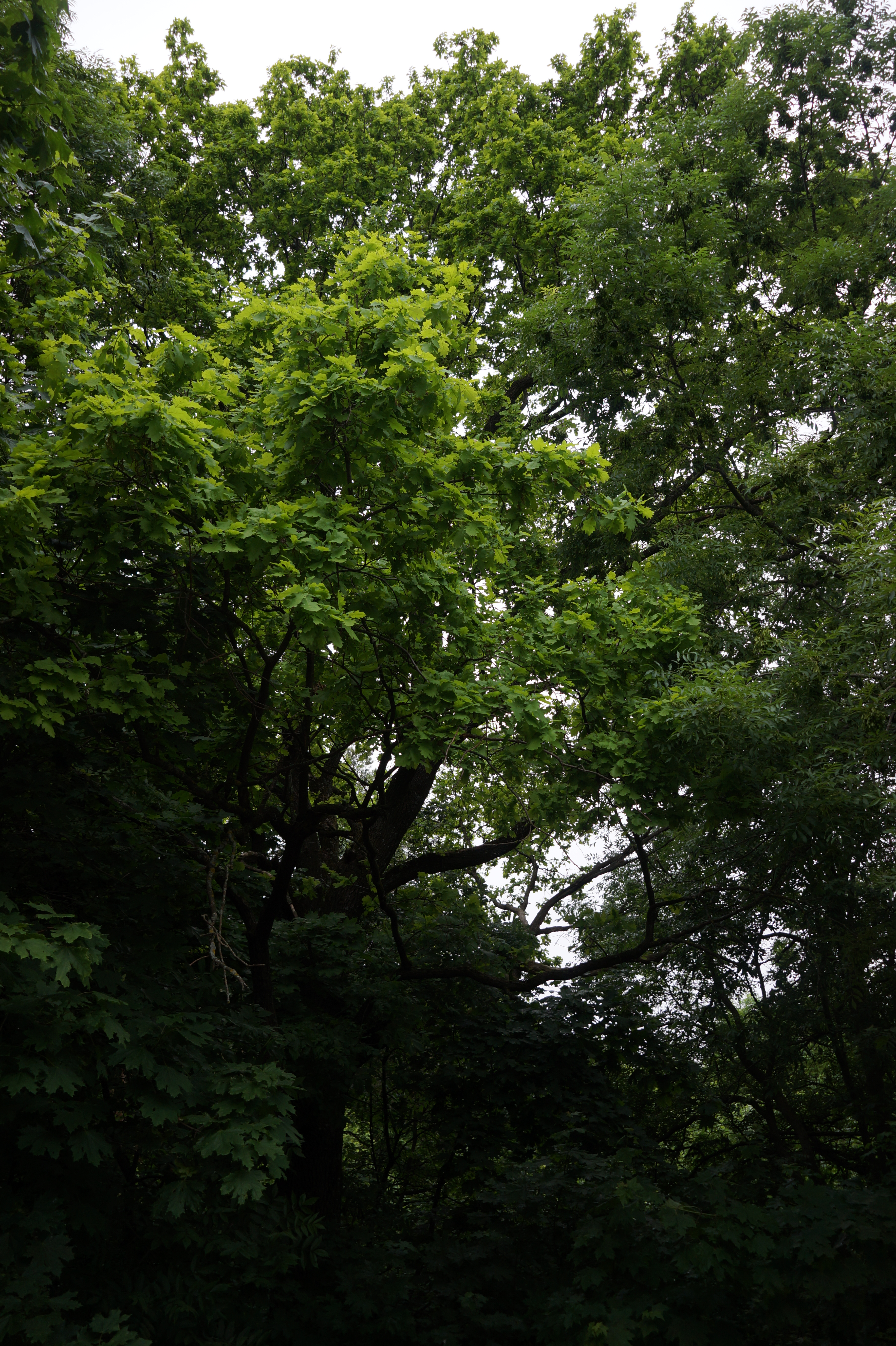
Урочище "Дубина"
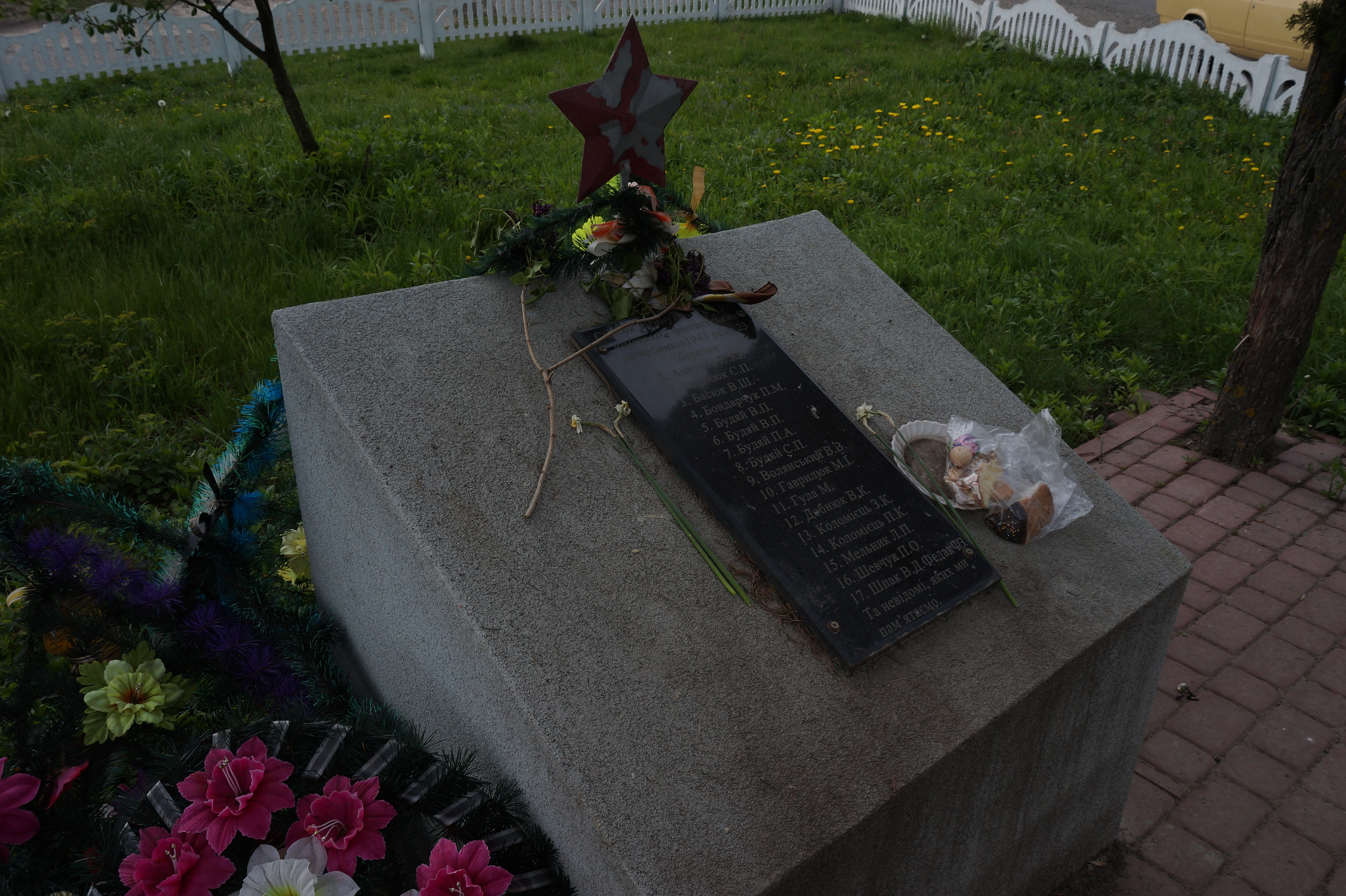
Братська могила жертв нацизму
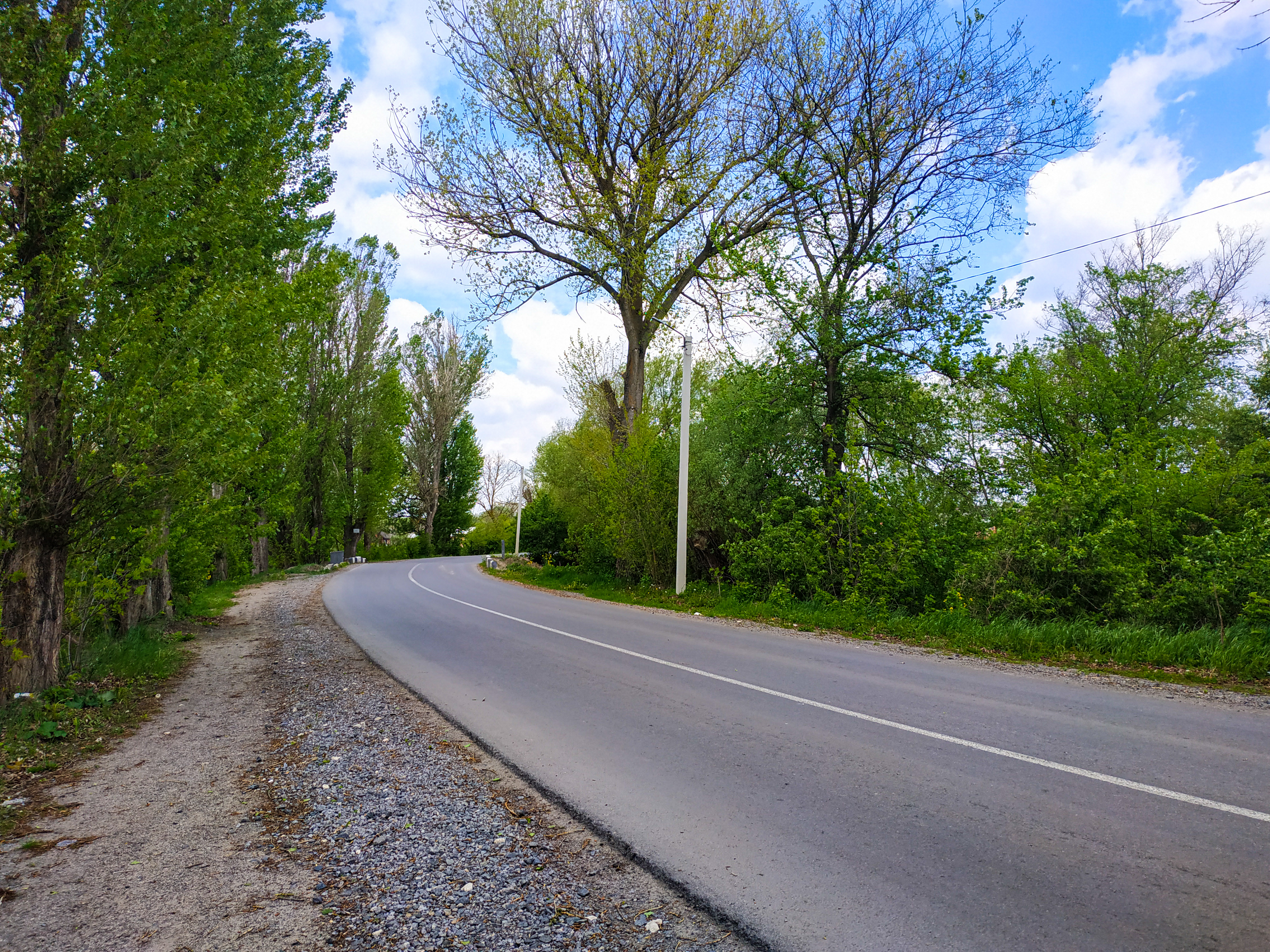
Автошлях Т2305
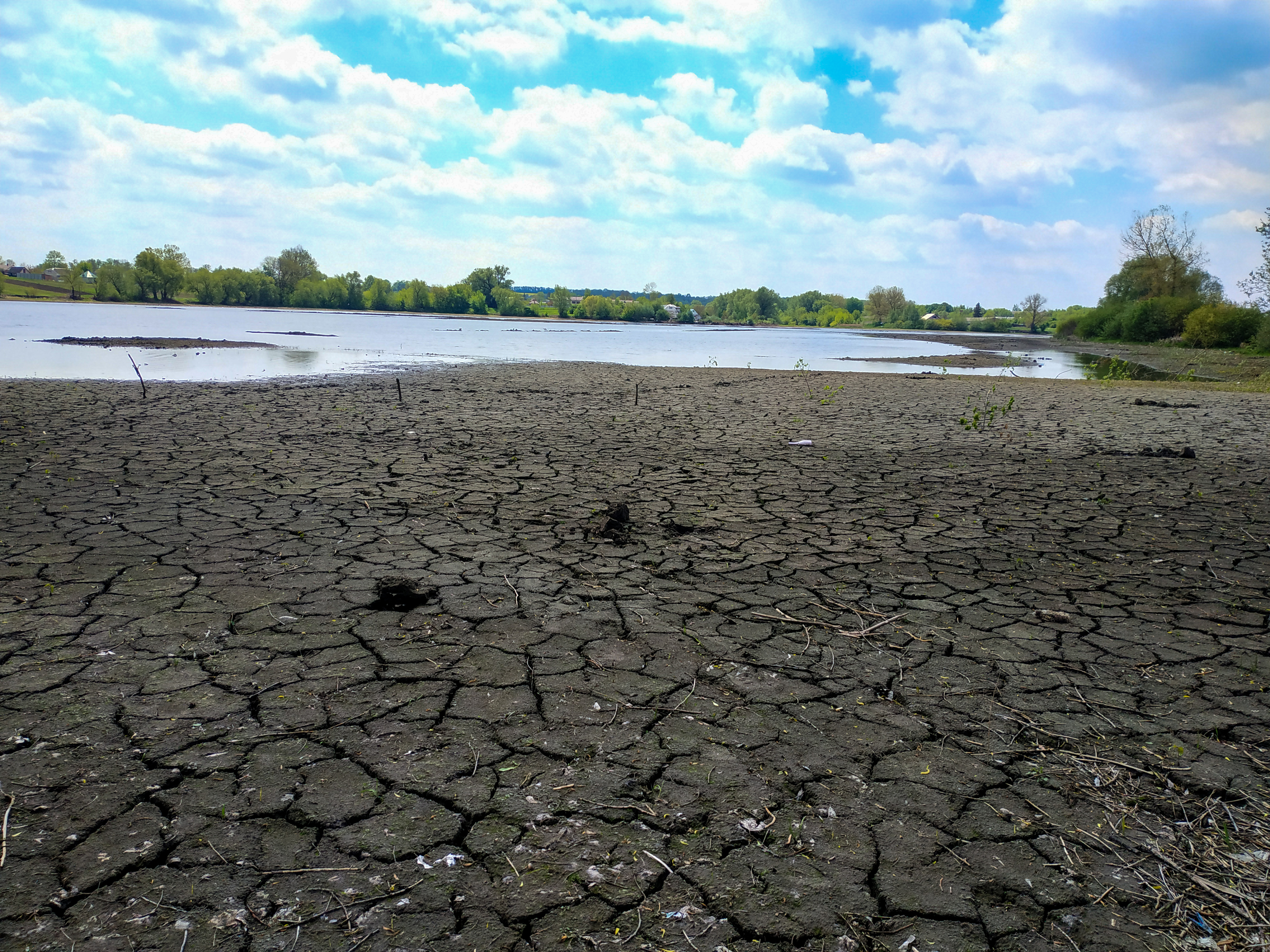
Обміліле озеро (2020 р.)
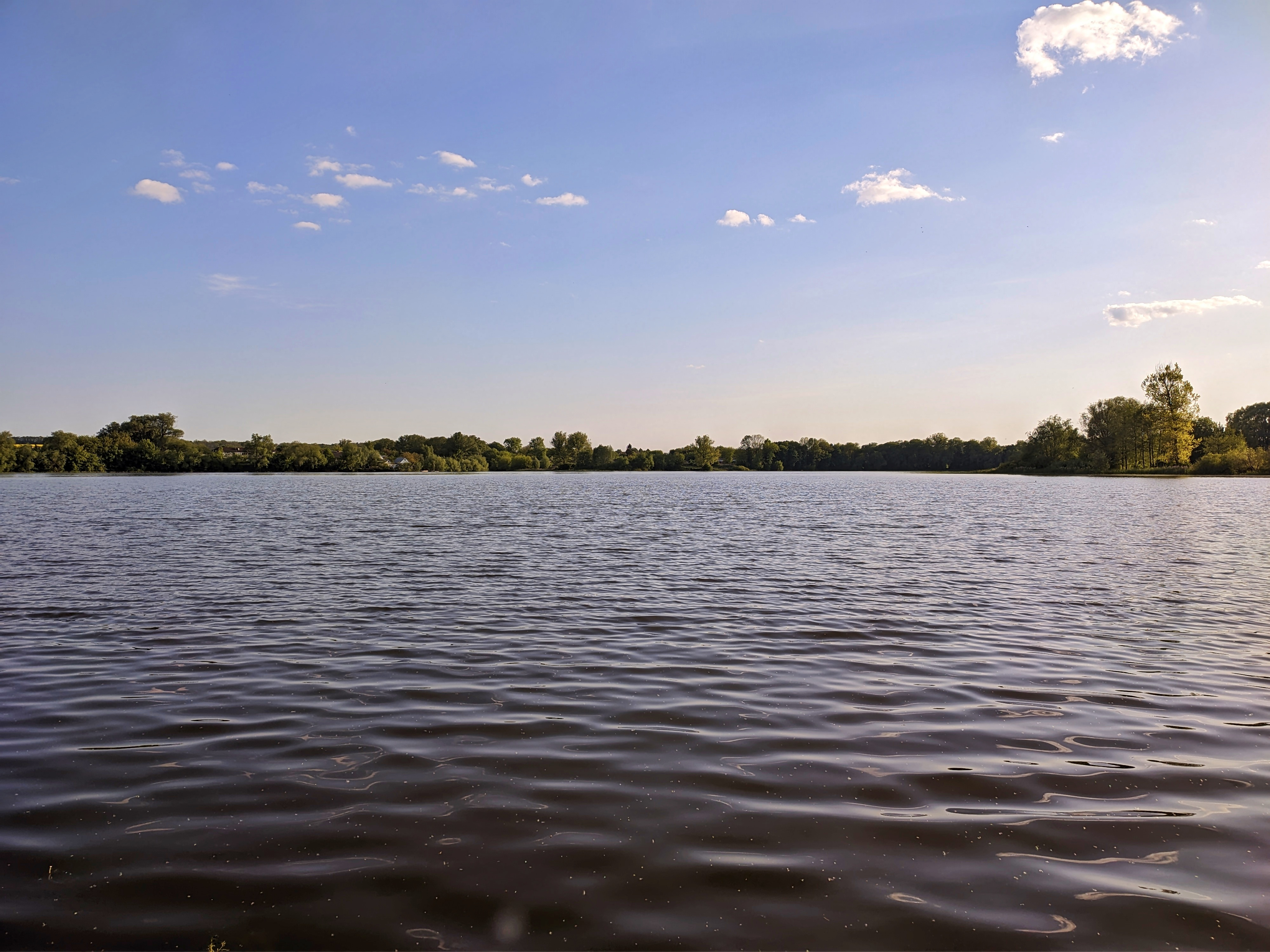
Ставок в селі
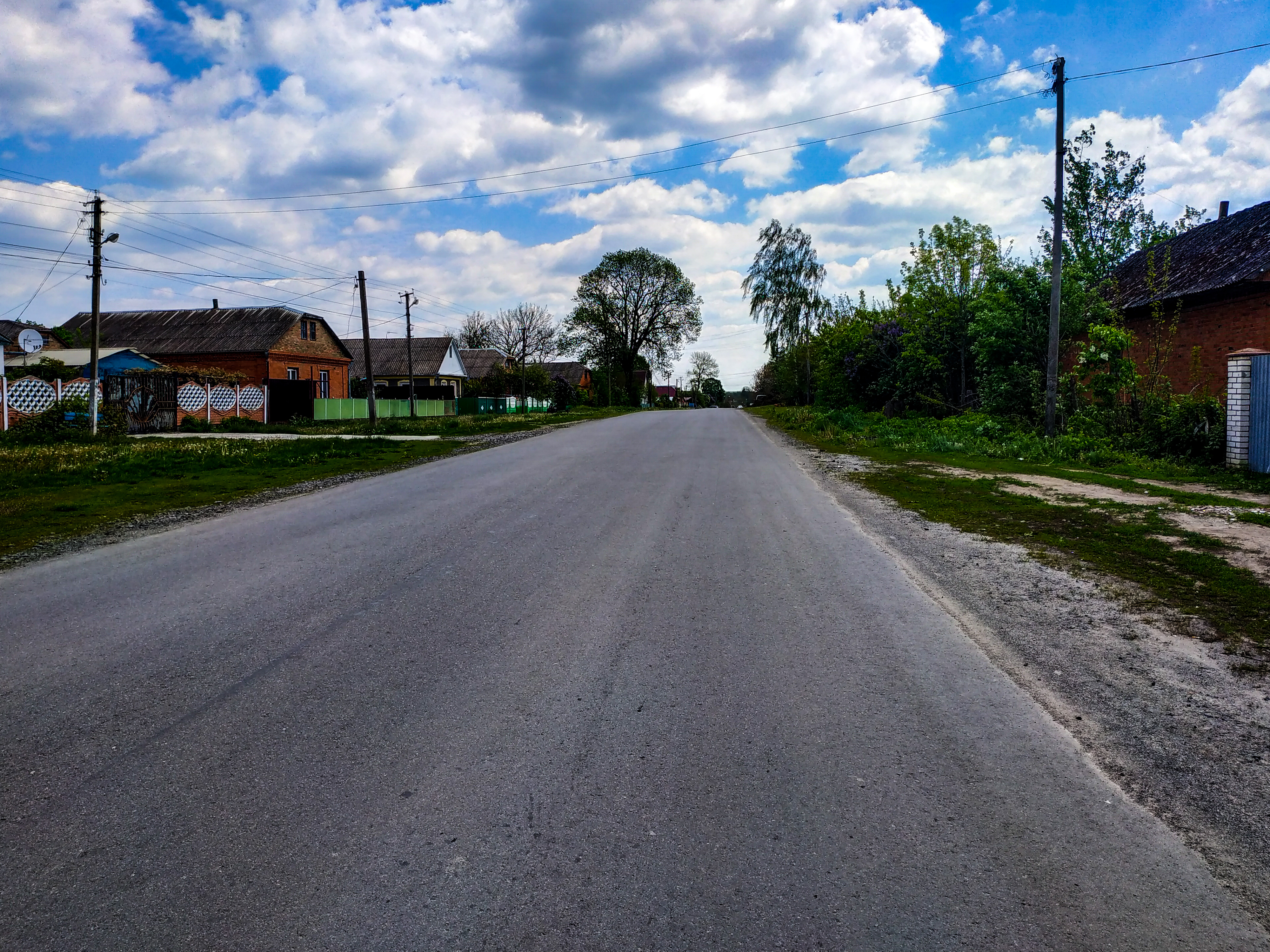
Вулиця Пушкіна
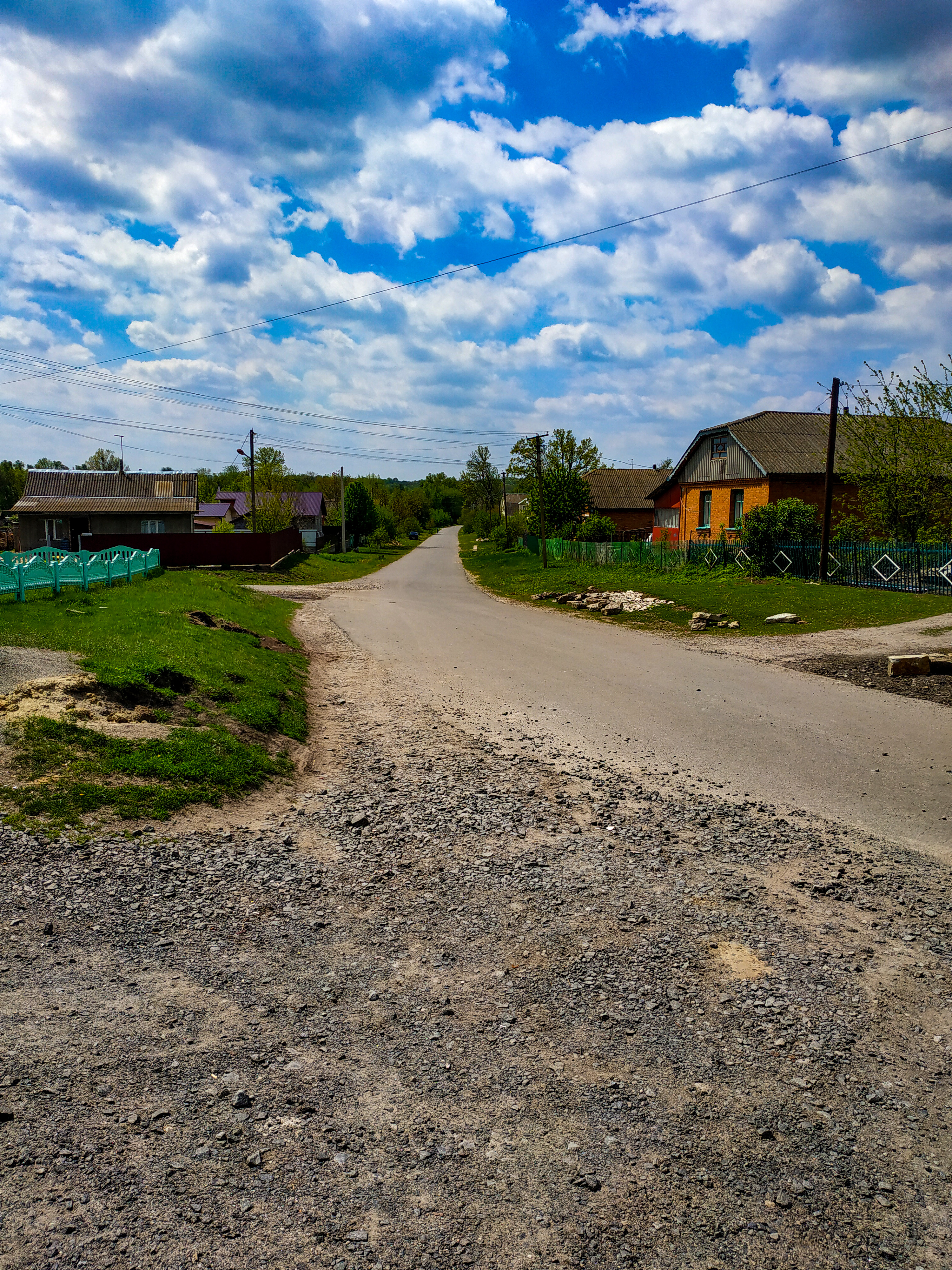
Сільська вулиця